# Fritz Hoenniger
Fritz Hoenniger (* 26. Februar 1879 in Meiningen; † 19. Juli 1956 in Berlin) war ein deutscher Maler und Grafiker.

## Leben und Werk
Hoenniger kam aus einer Arbeiterfamilie. Er arbeitete bis 1944 in Berlin als Buchdrucker und engagierte sich bis 1933 in der Gewerkschaft. Das Berliner Adressbuch verzeichnete ihn 1943 mit der Angabe „Tiefdruck Technik“ im Bohnsdorfer Sandbacher Weg 76–78. Erst als 56-Jähriger begann Hoenniger neben seiner beruflichen Arbeit zu malen. Nach der Teilnahme am Zweiten Weltkrieg und der Kriegsgefangenschaft arbeitete er in Berlin freiberuflich als Maler und Grafiker. Er galt als „Arbeitermaler“. Als Autodidakt holte er seine Inspiration vor allem aus den Werken von Vincent van Gogh, Christian Rohlfs und Werner Scholz. Hoenniger wurde in den Verband Bildender Künstler der DDR aufgenommen und von 1948 bis 1950 vor allem durch den Kulturbund finanziert.
Der Bildindex der Kunst & Architektur nennt drei Bilder Hoennigers als Exponate auf der Dritten Deutschen Kunstausstellung. Lt. Katalog der Ausstellung war Hoenniger auf der Ausstellung jedoch nicht vertreten. Der Verbleib dieser Bilder ist nicht bekannt.

## Öffentliche Sammlungen mit Werken Hoennigers (mutmaßlich unvollständig)
- Altenburg/Thür.: Lindenau-Museum[3]
- Beeskow: Kunstarchiv Beeskow[4]
- Berlin: Neue Nationalgalerie

## Werke (Auswahl)
- Kalkwerk (um 1945/1946, Öl auf Leinwand, 80,5 × 80 cm; Neue Nationalgalerie Berlin)[5]
- Am Stadtrand (vor 1953, Öl, 70 × 80 cm; auf der Wanderausstellung „Berliner Künstler“)
- Haus am Weiher, Thüringen (vor 1953, Öl, 70 × 80 cm; auf der Wanderausstellung „Berliner Künstler“)

## Ausstellungen (mutmaßlich unvollständig)

### Personalausstellungen
- 1959: Meiningen, Meininger Museen (Gedächtnisausstellung mit Malerei und Grafik)

### Teilnahme am Gruppenausstellungen
- 1946: Dresden, Allgemeine Deutsche Kunstausstellung
- 1952: Bautzen, Görlitz und Zittau („Berliner Künstler“; Wanderausstellung)
- 1954 und 1958: Berlin, Bezirkskunstausstellungen
- 1955: Berlin, Pergamonmuseum („Frühjahrsausstellung Berliner Künstler“)